# Тейлор, Энтони
Э́нтони Те́йлор (англ. Anthony Taylor; родился 20 октября 1978, Манчестер) — английский футбольный судья, обслуживающий матчи Премьер-лиги, а также английские национальные кубковые турниры. Судья ФИФА с 2013 года.

## Судейская карьера
Тейлор начал судейскую карьеру в 2002 году, обслуживая матчи Северной Премьер-лиги. В 2004 году начал работать в Северной конференции. Перед началом сезона 2006/07 был назначен судьёй на матчи Футбольной лиги. 12 августа 2006 года отсудил свой первый матч в Футбольной лиге: это была встреча между «Рексемом» и «Питерборо Юнайтед».
14 ноября 2006 года отсудил товарищеский матч между юношескими сборными Англии и Швейцарии; Англия выиграла со счётом 3:2.
2 октября 2007 года в матче Чемпионата Футбольной лиги между «Халл Сити» и «Чарльтоном» Тейлор удалил двух игроков, а также не засчитал забитый гол, из-за чего подвергся жёсткой критике со стороны главных тренеров обеих команд. 1 января 2008 года отсудил ещё один противоречивый матч: во встрече между «Ноттингем Форест» и «Хаддерсфилд Таун» назначил спорный пенальти в ворота «Ноттингема» и удалил их игрока. Апелляция «Ноттингема» на удаление игрока была отклонена Футбольной ассоциацией. 28 декабря 2009 года в матче между «Суонси Сити» и «Кристал Пэлас» удалил игрока «Суонси». Главный тренер «лебедей» Паулу Соуза назвал это удаление «смехотворным». Апелляцию «Суонси» на дисквалификацию удовлетворили, признав удаление ошибочным.
3 февраля 2010 года отсудил свой первый матч в Премьер-лиге. Это была игра между «Фулхэмом» и «Портсмутом». Победу в матче со счётом 1:0 одержал «Фулхэм». Он отсудил ещё в одном матче Премьер-лиги в сезоне, после чего был включён в состав Избранной группы судей на сезон 2010/11.
16 сентября 2020 года Тейлор был выбран главным судьей Суперкубка УЕФА 2020 года.
В мае 2022 года ФИФА назначила его одним из 36 главных судей чемпионата мира по футболу 2022 года в Катаре. Отработал матч между Южной Кореей и Ганой (2:3), в ходе которого в самом конце не дал пробить корейским футболистам угловой удар, тренер корейцев Паулу Бенту выскочил с претензиями к судье, за что получил красную карточку.
22 мая 2023 года Тейлор был назначен судьёй на финал Лиги Европы УЕФА 2023 года.
В апреле 2024 года был отобран одним из судей в числе 19 судейских бригад для обслуживания матчей Чемпионата Европы по футболу, который проходит в июне-июле 2024 года на футбольных полях Германии.

### Чемпионат мира 2022
| Стадия         | Дата           | Место                      | Команда 1        | Команда 2 | Результат | Предупреждён | Red card | Пенальти |
| -------------- | -------------- | -------------------------- | ---------------- | --------- | --------- | ------------ | -------- | -------- |
| Групповой этап | 28 ноября 2022 | «Эдьюкейшн сити», Эр-Райян | Республика Корея | Гана      | 2:3       | 2 — 2        | 1 — 0    | 0 — 0    |
| Групповой этап | 1 декабря 2022 | «Ахмед бин Али», Эр-Райян  | Хорватия         | Бельгия   | 0:0       | 0 — 1        | 0 — 0    | 0 — 0    |

### Евро-2024
| Стадия         | Дата         | Город    | Стадион          | Команда 1  | Результат           | Команда 2 | Предупреждён | Red card | Пенальти |
| -------------- | ------------ | -------- | ---------------- | ---------- | ------------------- | --------- | ------------ | -------- | -------- |
| Групповой этап | 21 июня 2024 | Лейпциг  | «Ред Булл Арена» | Нидерланды | 0:0 (0:0)           | Франция   | 1 — 0        | 0 — 0    | 0 — 0    |
| Групповой этап | 26 июня 2024 | Штутгарт | «МХП-Арена»      | Украина    | 0:0 (0:0)           | Бельгия   | 1 — 1        | 0 — 0    | 0 — 0    |
| 1/4 финала     | 5 июля 2024  | Штутгарт | «МХП-Арена»      | Испания    | 1:1 (0:0), д.в. 2:1 | Германия  | 7 — 6        | 1 — 0    | 0 — 0    |